# Chorebus vitripennis
Chorebus vitripennis är en stekelart som beskrevs av Griffiths 1968. Chorebus vitripennis ingår i släktet Chorebus och familjen bracksteklar. Arten är reproducerande i Sverige. Inga underarter finns listade i Catalogue of Life.